# 玖珠駐屯地
玖珠駐屯地（くすちゅうとんち、JGSDF Camp Kusu）は、大分県玖珠郡玖珠町大字帆足2494に所在し西部方面戦車隊等が駐屯する陸上自衛隊の駐屯地である。

## 概要
駐屯地司令は、西部方面戦車隊長が兼務。最寄の演習場は、日出生台演習場。
長らく機甲科部隊が多く駐屯していたが、2019年（令和元年）3月に西部方面特科連隊第2大隊が移駐。駐屯地創設時に駐屯していた第114特科大隊以来、約半世紀ぶりに野戦特科部隊が配置された。
新年、新成人が74式戦車・10式戦車、FH70等と綱引きをする成人式を行うことで有名であり、たびたびメディアに掲載される。新成人だけでは微動だにしないため、先輩隊員と協力してやっと動くという。

## 沿革
陸上自衛隊玖珠駐屯地
- 1957年（昭和32年）9月2日：陸上自衛隊玖珠駐屯地が開設[2]。第3特科群第114特科大隊が針尾駐屯地から移駐[3]。
- 1966年（昭和41年）3月10日：

1. 第4戦車大隊・第4対戦車隊が湯布院駐屯地から移駐[3][4]。
2. 第114特科大隊が飯塚駐屯地に移駐[3]。

- 1979年（昭和54年）3月26日：第8戦車大隊が北熊本駐屯地から移駐[3]。
- 1993年（平成05年）：新成人が戦車と綱引きをする駐屯地成人式が初開催された[1]。
- 2002年（平成14年）3月27日：第4対戦車隊を第4対舟艇対戦車隊に改編[4]。
- 2013年（平成25年）
  - 3月25日：

  1. 第4戦車大隊の第3戦車中隊・第4戦車中隊を廃止し2個中隊編成に縮小。
  2. 第4対舟艇対戦車隊を廃止。

  - 3月26日：西部方面隊直轄の西部方面対舟艇対戦車隊および第302対舟艇対戦車直接支援隊を新編（平時第4師団隷属）[4]。
- 2015年（平成27年）3月26日：

1. 西部方面対舟艇対戦車隊、第302対舟艇対戦車直接支援隊を玖珠駐屯地に駐屯のまま、第8師団隷下に異動[4][5][6]。
2. 西部方面会計隊の改編に伴い、第400会計隊が廃止され、玖珠派遣隊が設置される。

- 2018年（平成30年）3月27日：部隊の新・改編。

1. 第4師団の第4戦車大隊の1個戦車中隊から水陸機動団戦闘上陸大隊（本部は崎辺分屯地）の1個戦闘上陸中隊を新編[7]。
2. 第4師団の第4戦車大隊の1個戦車中隊と第8師団の第8戦車大隊の3個戦車中隊を統合し、西部方面戦車隊を新編（平素第4師団隷属）[8]。
3. 第4後方支援連隊・第8後方支援連隊の戦車直接支援中隊が統合され、西部方面後方支援隊第301戦車直接支援中隊[9]および水陸機動団後方支援大隊の一部[10]に再編。
4. 水陸機動団通信中隊の派遣隊を新編[10]。
5. 西部方面戦車隊長を駐屯地司令職に職務指定[11]。

- 2019年（平成31年）3月26日：部隊の新・改編[12]。

1. 西部方面特科連隊第2特科大隊を新編[13][14][15]。
2. 第101特科直接支援隊第1特科直接支援中隊第2直接支援小隊を新編（西部方面特科連隊第2特科大隊を支援）。
3. 西部方面戦車隊第3戦車中隊の一部を第4偵察隊と編合し、第4偵察戦闘大隊に改編（16式機動戦闘車は福岡駐屯地に移駐）。
4. 西部方面戦車隊第3戦車中隊・第4戦車中隊を廃止[16]（74式戦車は用途廃止され、廃止時の要員は全国に分散）[16]。
5. 西部方面戦車隊が平素第4師団隷属から西部方面隊直轄部隊へ移行。

- 2022年（令和04年）３月：西部方面戦車隊が第8師団に平素隷属。
- 2024年（令和06年）3月21日：

1. 西部方面特科連隊第2大隊が第2特科団隷下となる。
2. 第101特科直接支援隊第1直接支援中隊第2直接支援小隊が第102特科直接支援隊第1直接支援中隊第2直接支援小隊（西部方面特科連隊第2特科大隊を支援）に改組。

## 駐屯部隊

### 西部方面隊隷下部隊
- 第8師団
  - 西部方面戦車隊（平素第8師団隷下）
  - 西部方面対舟艇対戦車隊（平素第8師団隷下）[17]
  - 第8後方支援連隊
    - 第2整備大隊
      - 第302対舟艇対戦車直接支援隊（平素第8師団隷下）[17]：西部方面対舟艇対戦車隊を支援
- 第2特科団
  - 西部方面特科連隊
    - 第2特科大隊
      - 第2特科大隊本部
      - 本部管理中隊
      - 第3射撃中隊
      - 第4射撃中隊
- 西部方面後方支援隊
  - 第301戦車直接支援中隊：西部方面戦車隊を支援
  - 第102特科直接支援大隊
    - 第1特科直接支援中隊
      - 第2直接支援小隊：西部方面特科連隊第2特科大隊を支援
- 西部方面システム通信群
  - 第102基地システム通信大隊
    - 第304基地通信中隊
      - 玖珠派遣隊
- 西部方面会計隊
  - 第404会計隊
    - 玖珠派遣隊
- 玖珠駐屯地業務隊

### 陸上総隊直轄部隊
- 水陸機動団
  - 戦闘上陸大隊
    - 第2戦闘上陸中隊

  - 通信中隊
    - 玖珠派遣隊

  - 後方支援大隊
    - 第2整備中隊
      - 戦闘上陸直接支援小隊
        - 第2戦闘上陸直接支援班：戦闘上陸大隊第2戦闘上陸中隊を支援

### 防衛大臣直轄部隊
- 警務隊
  - 西部方面警務隊
    - 第134地区警務隊
      - 玖珠派遣隊

### 共同の機関
- 自衛隊大分地方協力本部
  - 玖珠援護センター

## 最寄の幹線交通
- 高速道路：大分自動車道玖珠IC
- 一般道：国道210号、国道387号、大分県道43号玖珠山国線、大分県道54号玖珠天瀬線、大分県道409号下恵良九重線、大分県道679号川上玖珠線
- 鉄道：JR九州久大本線豊後森駅
- 港湾：
- 飛行場：大分空港（第二種空港）

## 重要施設
- 松原ダム・下筌ダム - 福岡都市圏・日田市への給水、筑後川の治水、発電を担う多目的ダム。
- 八丁原発電所 - 約11万kWの日本最大の地熱発電所。
- 滝上発電所 - 約2.5万kWの地熱発電所。
- 大岳発電所 - 約1.25万kWの地熱発電所。八丁原発電所・滝上発電所を遠隔管理している。